# Vehículo híbrido eléctrico
Un vehículo híbrido eléctrico (VHE) es un vehículo que utiliza de manera combinada tanto un motor de combustión interna como uno eléctrico.
En 2016, a nivel mundial ya circulaban más de 58 000 000 vehículos híbridos eléctricos livianos, liderados por Estados Unidos, con un total 1 614 761 híbridos registrados en Estados Unidos hasta diciembre de 2009, de los cuales 122,755 fueron fabricados por Ford Motor Company; y vendidos en Japón un total 25 239 híbridos fueron fabricados por Honda, 615 800 híbridos fabricados por Toyota hasta agosto de 2009; y 35 149 híbridos vendidos en Europa, ambos hasta enero de 2009. Los modelos híbridos fabricados por Toyota sobrepasaron la marca histórica de 9 000 000 vehículos vendidos en abril de 2016. En segundo lugar estaba Honda Motor Co., Ltd. con más de 1 350 000 híbridos vendidos hasta junio de 2014, después de haber vendido 187 851 híbridos en 2013 y 158 696 híbridos durante los primeros seis meses de 2014. Ford vendió más de 424 000 híbridos en los Estados Unidos hasta junio de 2015, después de que, en junio de 2012, ya había vendido 200 000 híbridos en Estados Unidos desde 2004. y Hyundai con ventas acumuladas de 200 000 híbridos hasta marzo de 2014, incluyendo tanto los modelos de la propia Hyundai como los de Kia Motors.

## Constitución básica
- Un motor térmico MT, en un extremo del grupo motor.
- Un motor eléctrico MG1 situado a continuación de MT.
- Un motor eléctrico MG2 en el extremo opuesto a MT.
- Un mecanismo de tracción basado en un tren epicicloidal y una cadena de arrastre situado entre MG1 y MG2.

## Funcionamiento
- MG1 carga la batería de alto voltaje y pone en marcha al motor térmico MT.
- MG2 es el que arrastra el vehículo en todas las circunstancias, bien solamente o bien cooperando con MT, que hace la función de generador eléctrico durante la frenada. Su alimentación es alterna trifásica. Transmite su par a la corona del tren epicicloidal, la cual es solidaria con el piñón de arrastre de la cadena.

## Tipos de tren motriz

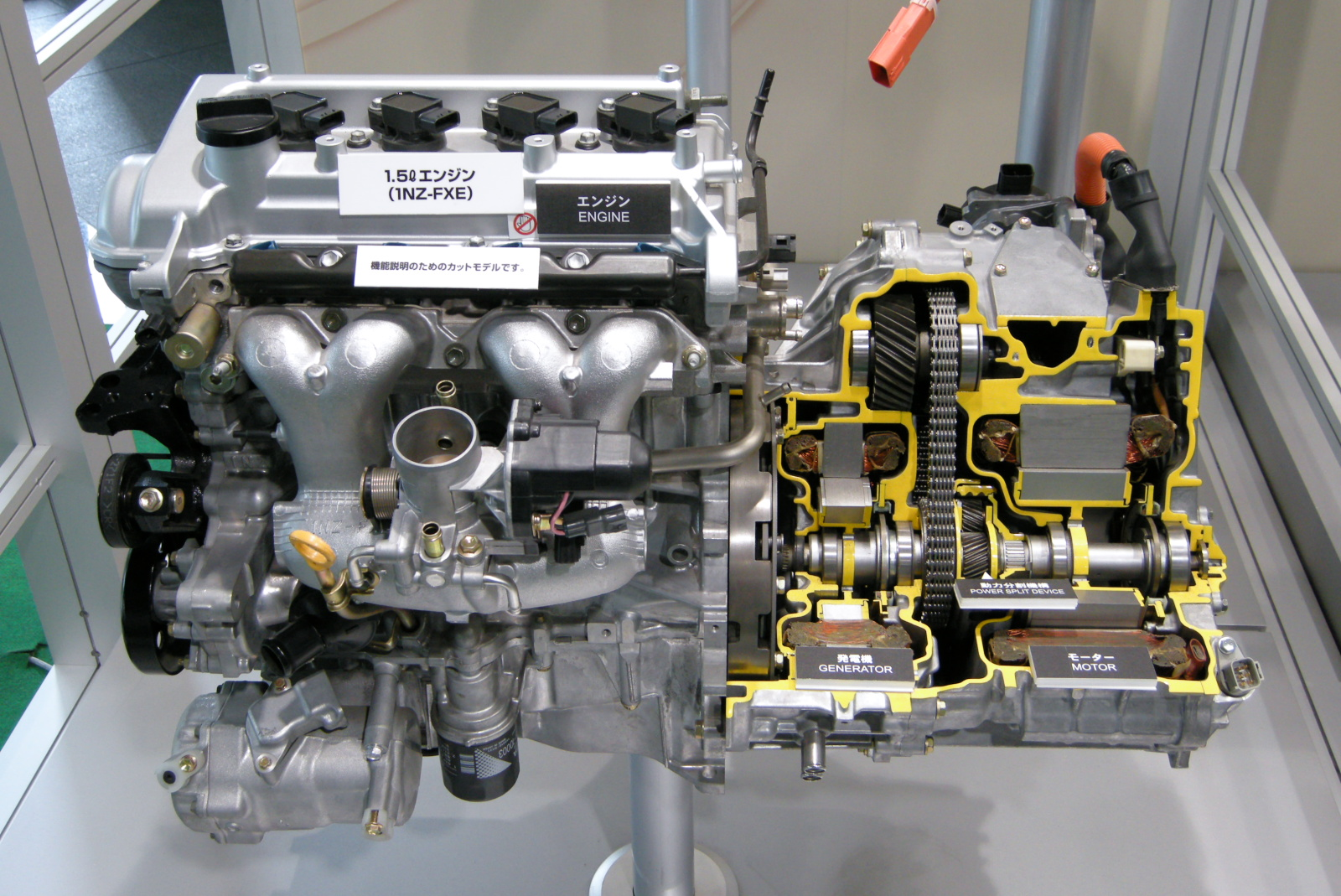
Motor híbrido 1NZ de Toyota: a la izquierda el motor térmico, a la derecha de la cadena el motor eléctrico, a la izquierda de la misma el generador.

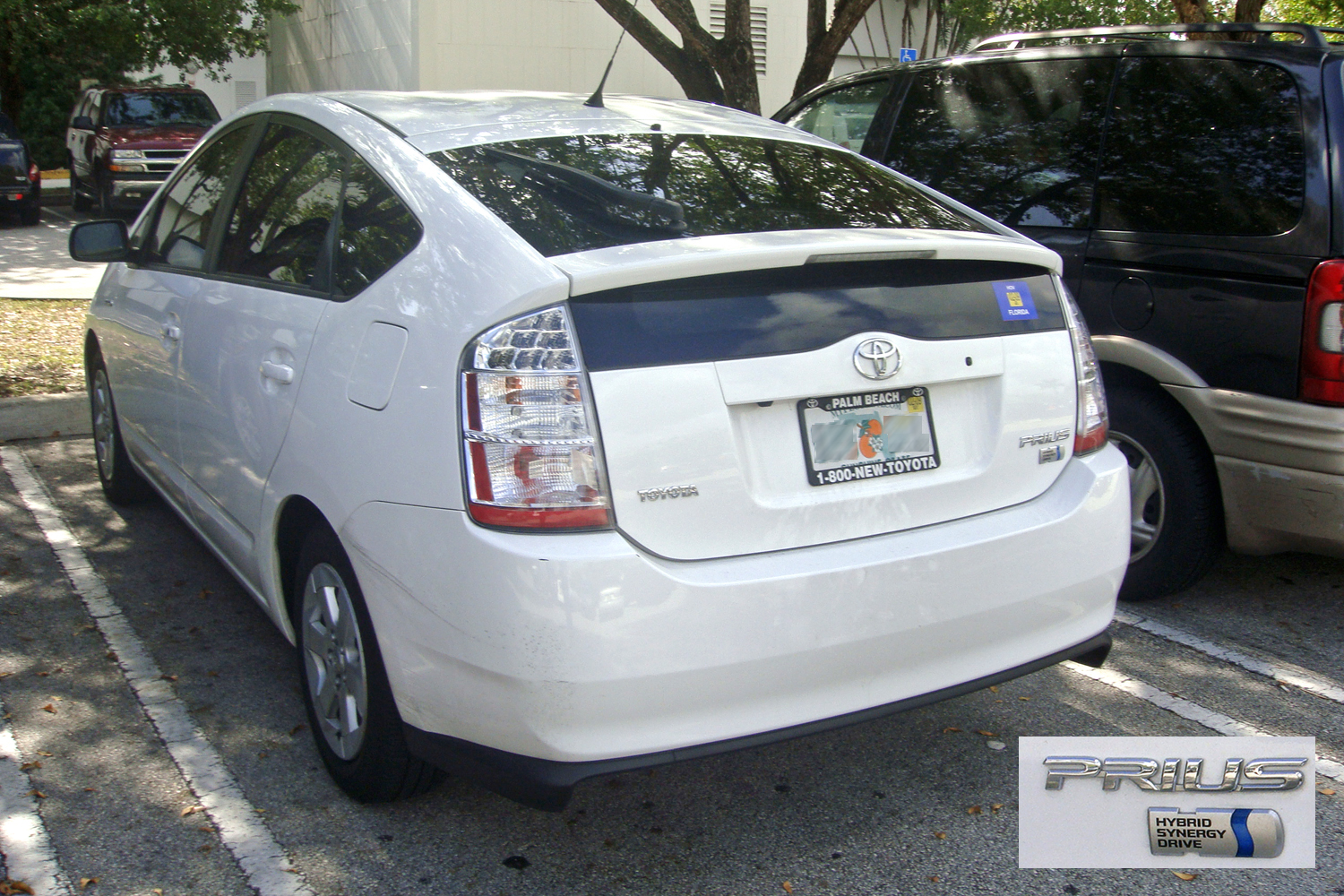
Toyota Prius híbrido con logotipo, en 2008.

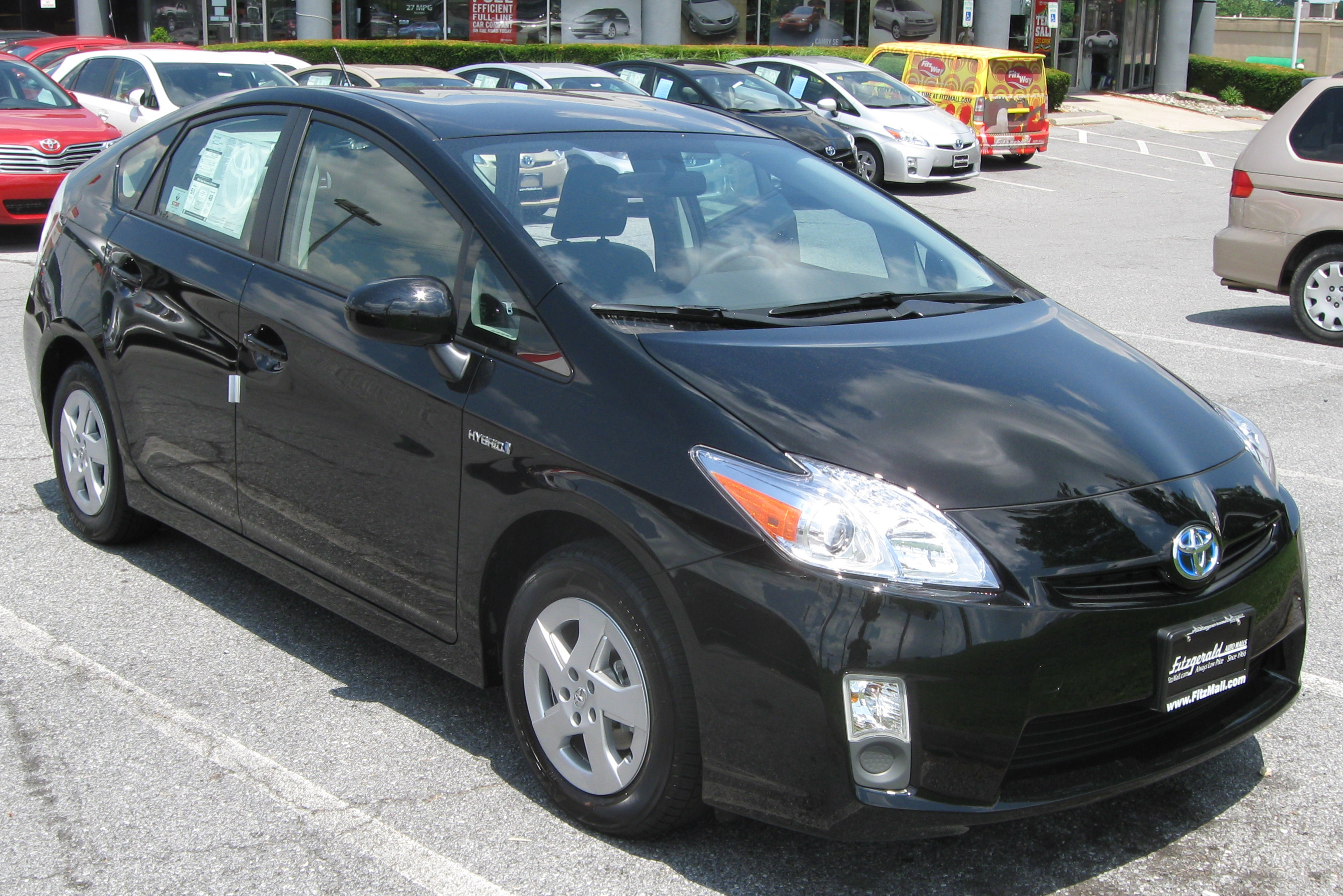
Toyota Prius de 2010 en exhibición en 2009.

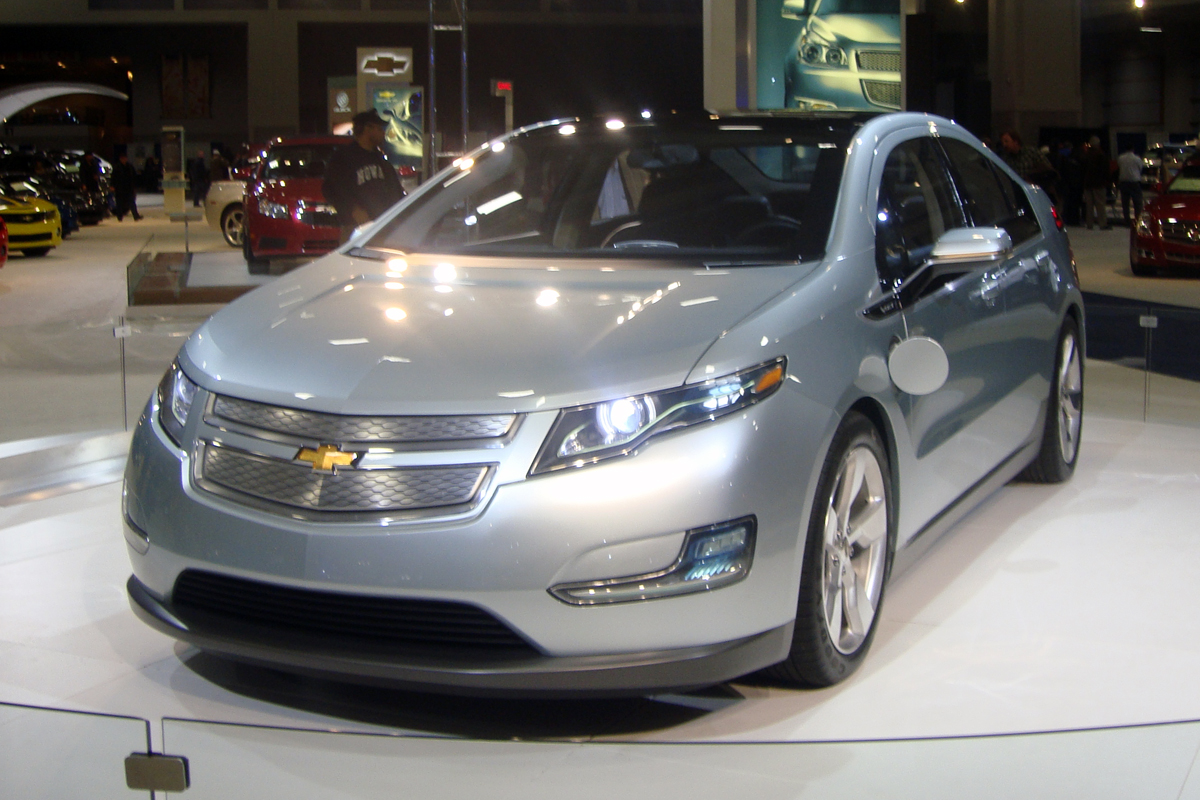
Chevrolet Volt en el Salón del Automóvil de Washington de 2010.

Existen numerosos tipos de sistemas de tren motriz híbridos eléctricos, entre los que destacan tres: el sistema paralelo, el sistema combinado y el sistema de secuencia o en serie.
- Sistema paralelo: el motor térmico es la principal fuente de energía y el motor eléctrico actúa aportando más potencia al sistema. El motor eléctrico ofrece su potencia en la salida y en la aceleración, cuando el motor térmico consume más. Este sistema destaca por su simplicidad, lo que abre la puerta a la posibilidad de implementarlo en modelos de vehículos ya existentes, sin necesidad de diseños específicos y facilita la equiparación de su coste al de un vehículo convencional. Este es el sistema que utiliza el Honda Insight.
- Sistema combinado: el motor eléctrico funciona en solitario a baja velocidad, mientras que, a alta velocidad, el motor térmico y el eléctrico trabajan a la vez. El motor térmico combina las funciones de propulsión del vehículo y de alimentación del generador, que provee de energía al motor eléctrico, lo que suele aumentar la eficiencia del sistema, ya que se puede aprovechar la energía generada por el motor térmico, que en ciertas circunstancias puede ser en exceso y, en lugar de desperdiciarla, utilizarla para recargar las baterías del sistema eléctrico. El Toyota Prius utiliza este sistema,[16][17] ya que es un vehículo híbrido de gasolina y eléctrico paralelo,[18] siendo el modelo híbrido más vendido en el mundo, con más de 3 700 000 unidades vendidas hasta abril de 2016,[5] que tiene tanto una versión regular, como una enchufable.[19]
- Sistema en serie: el vehículo se impulsa solamente con el motor eléctrico, que obtiene la energía de un generador alimentado por el motor térmico. El Opel Ampera, basado en el Chevrolet Volt, es un híbrido eléctrico en serie.[20]

Asimismo, se pueden clasificar en:
- Regulares, que utilizan el motor eléctrico como apoyo, pero que no se pueden recargar conectándolo a la red eléctrica.
- Enchufables, también conocidos por sus siglas en inglés PHEVs,[21][22] que emplean principalmente el motor eléctrico y que se pueden recargar enchufándolos a la red eléctrica. Un generador de combustión interna recarga las baterías cuando el ordenador de a bordo detecta que estas se han agotado. Ni siquiera se necesita que dicho generador mueva las ruedas, el altísimo par de los motores eléctricos moviendo las ruedas evita incluso el uso de una transmisión y un embrague.

Cada uno de estos sistemas tiene sus pros y sus contras, pero todos ellos tienen un importante componente positivo, ya que indican un esfuerzo serio en investigación y desarrollo de sistemas de tren motriz más eficientes y limpios por parte de algunas marcas del sector automotriz.
Una desventaja de los híbridos eléctricos es su peso ligeramente más alto que el convencional, debido al sistema eléctrico adicional y que la tracción del mismo es mecánica, como transmisiones y palieres a las ruedas, conectada al motor térmico del mismo.

## Cadena energética de un vehículo híbrido eléctrico

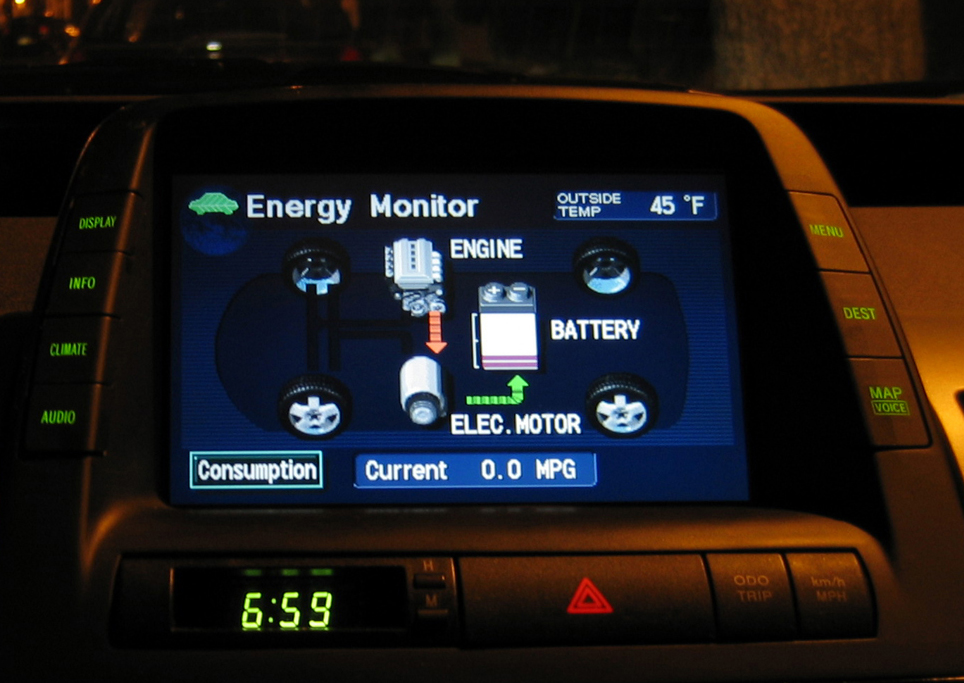
Panel de información del Toyota Prius.

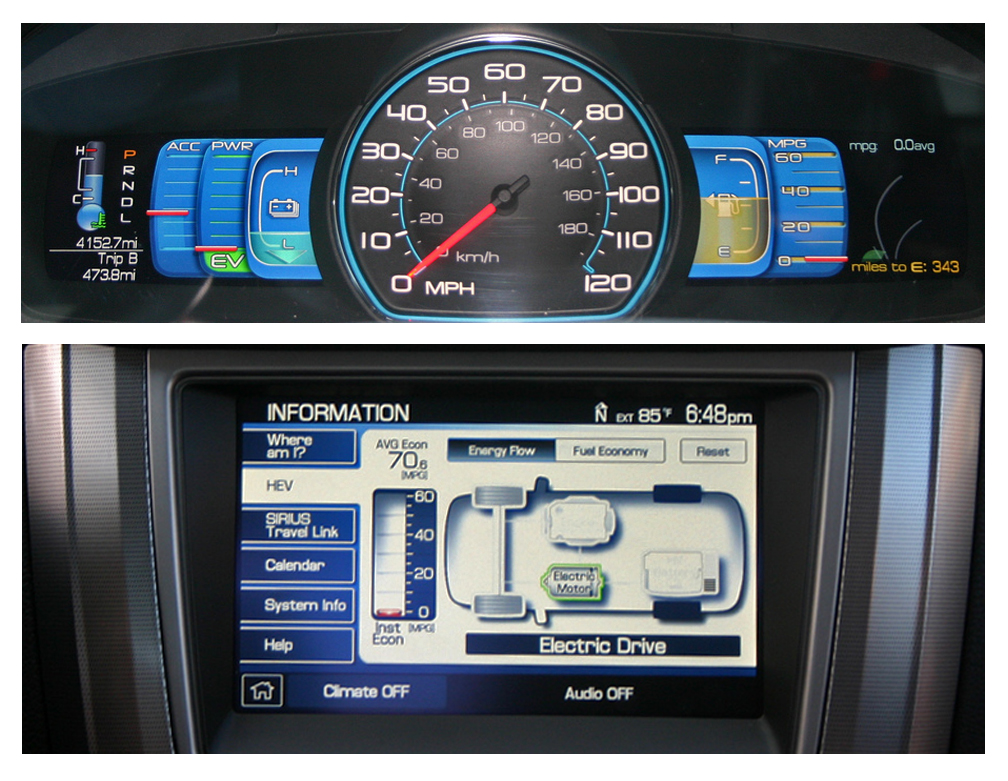
El panel digital del Ford Fusion Hybrid mantiene registros de las mejorías alcanzadas en el estilo "eco-driving".

### La cadena cinemática
Un vehículo necesita realizar trabajo para desplazarse; para ello debe adquirir energía de alguna fuente y transformarla, con algún tipo de motor térmico convencional, eléctrico, etc., en energía cinética para que las ruedas giren y se produzca el desplazamiento.
Un vehículo clásico toma energía que se encuentra almacenada en un combustible fósil, como por ejemplo la gasolina y que es liberada mediante la combustión en el interior de un motor térmico convencional. El par de salida de ese motor térmico se trasmite a las ruedas.
El motor eléctrico, combinado con el de gasolina, es una alternativa al empleo de vehículos únicamente impulsados por energía fósil procedente de fuentes no renovables. Tradicionalmente, los motores que han equipado a los automóviles han sido sobredimensionados, con respecto a lo estrictamente necesario para un uso habitual.

### La potencia
Los automóviles normalmente tienen motores de combustión interna que rondan de 45 a 240 CV (33,1 a 176,5 kW) de potencia máxima. Esta potencia se requiere en situaciones particulares, tales como aceleraciones a fondo, subida de grandes pendientes con gran carga del vehículo y a gran velocidad. El hecho de que la mayoría del tiempo dicha potencia no sea requerida supone un despilfarro de energía, puesto que sobredimensionar el motor para posteriormente emplearlo a un porcentaje muy pequeño de su capacidad sitúa el punto de funcionamiento en un lugar donde el rendimiento es bastante malo. Un vehículo medio convencional, si se emplea mayoritariamente en ciudad o en recorridos largos y estacionarios a velocidad moderada, ni siquiera necesitará desarrollar 20 CV (14,7 kW).
El hecho de desarrollar una potencia muy inferior a la que el motor puede dar supone un despilfarro por dos motivos: por una parte, se incurre en gastos de fabricación del motor superiores a lo que requeriría realmente y, por otra, el rendimiento de un motor que pueda dar 100 CV (73,6 kW) cuando da solamente 20 CV (14,7 kW) es muy inferior al de otro motor de menor potencia máxima funcionando a plena potencia y dando esos mismos 20 CV (14,7 kW). Este segundo factor es el principal responsable de que el consumo urbano de un mismo vehículo equipado con un motor de gran potencia consuma, en recorridos urbanos, muchísimo más que uno del mismo peso equipado con un motor más pequeño. En conclusión, el motor ha de ser el idóneo para el uso al que se destina.

### La eficiencia

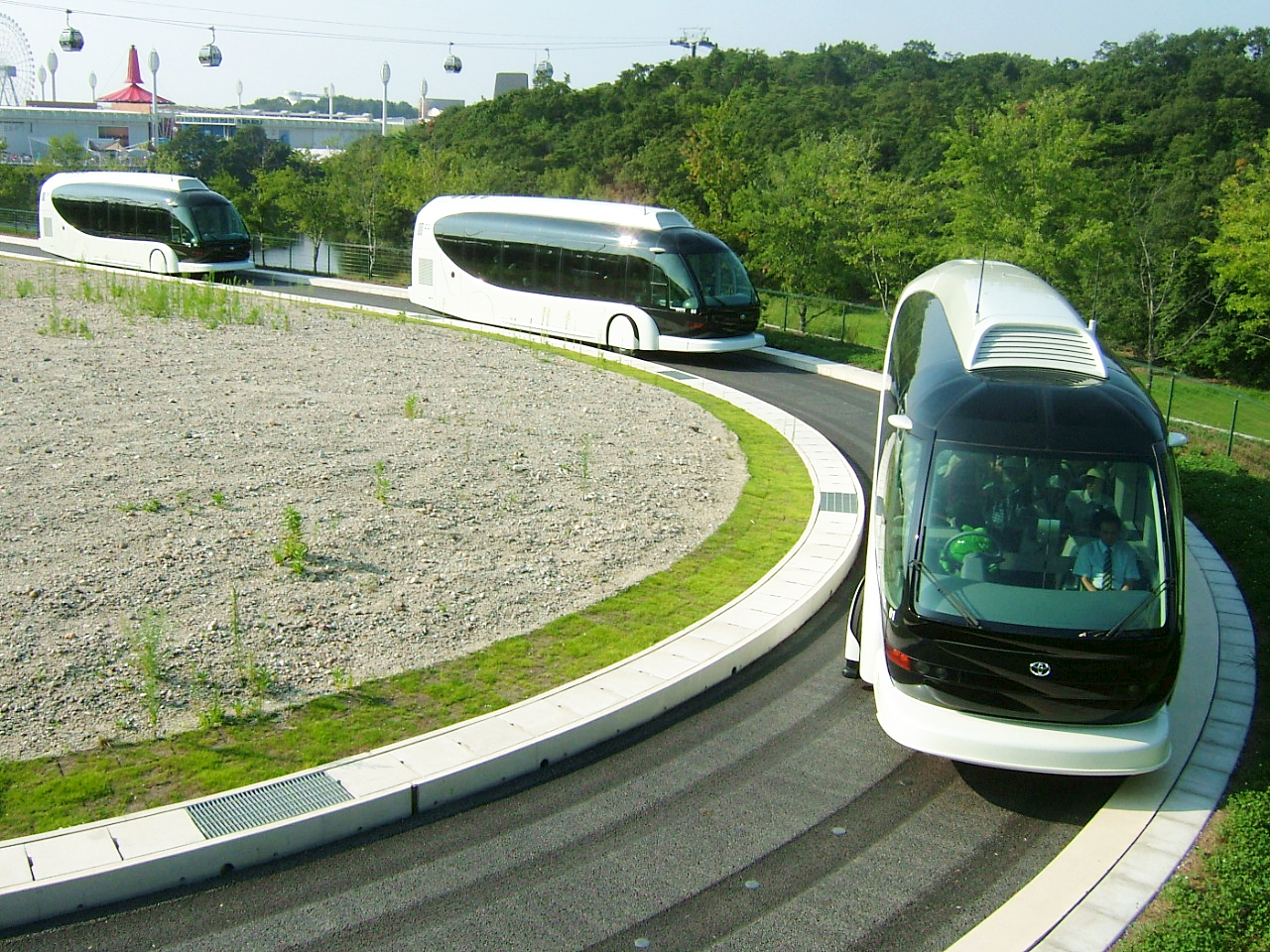
Vehículos híbridos en la Exposición Universal de Aichi de 2005.

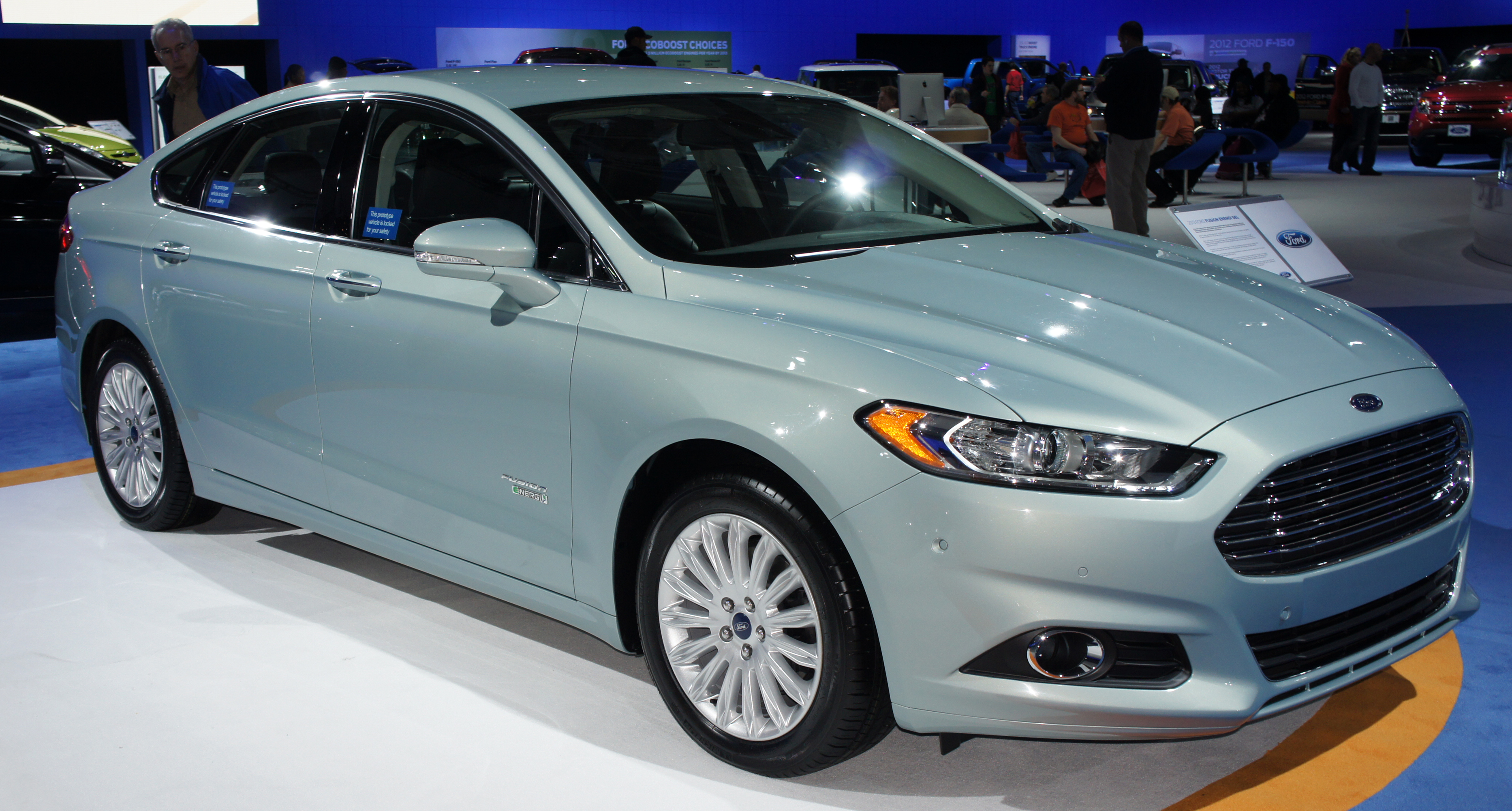
Ford Fusion Hybrid Energi SEL en el Salón del automóvil de Washington de 2012.

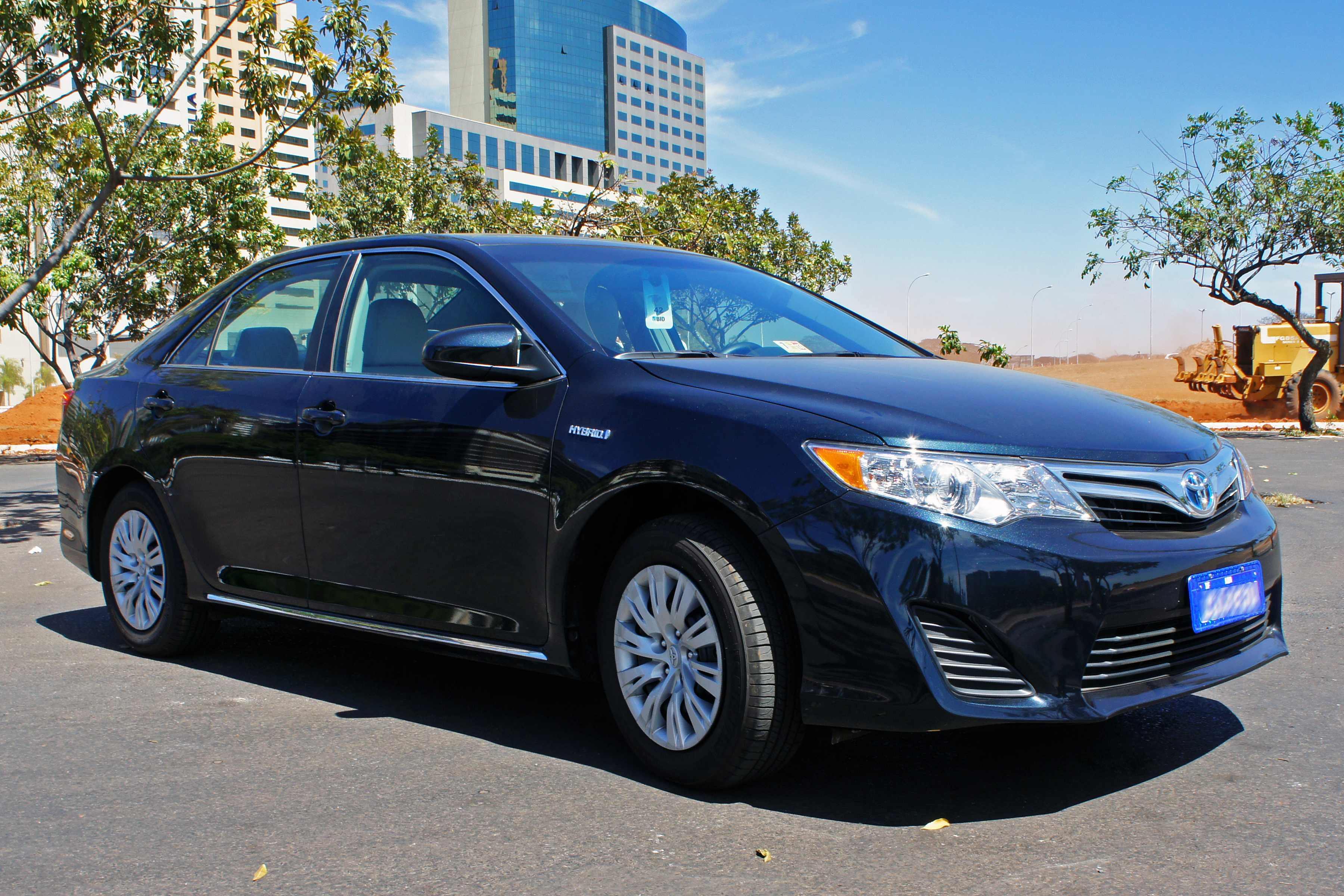
Toyota Camry Hybrid de 2013.

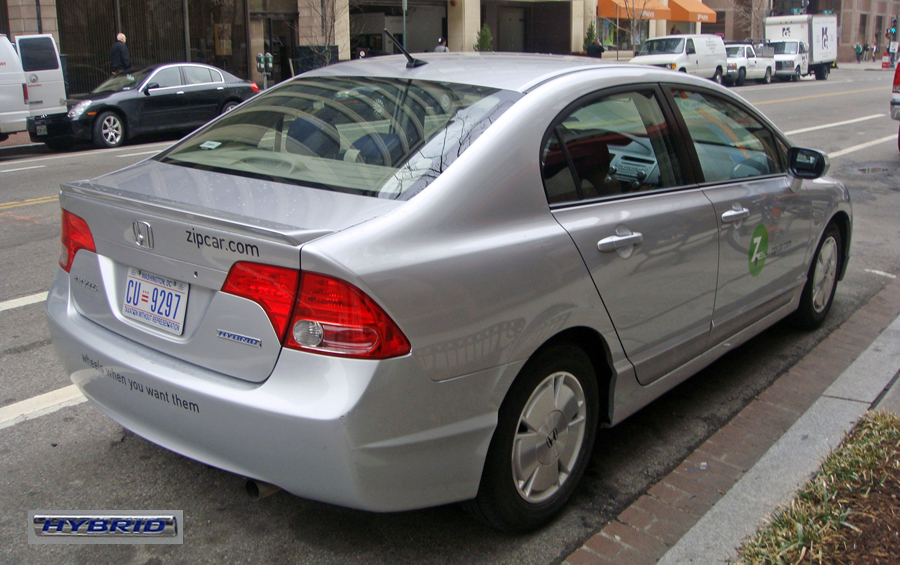
Honda Civic Hybrid de 2009 con logo.

Dado que el mayor consumo de los vehículos se da en ciudad debido a las paradas continuas, los motores eléctricos constituyen un ahorro energético notable; mientras que un motor térmico necesita incrementar sus revoluciones para aumentar su par (fuerza del motor), el motor eléctrico en cambio tiene un par constante, es decir, produce la misma aceleración al comenzar la marcha que con el vehículo en movimiento.
Otro factor que reduce la eficacia del rendimiento en recorridos muy transitados es la forma de detener el vehículo. Esta detención se realiza mediante un proceso tan ineficiente como es disipar y desaprovechar la energía en forma de movimiento, energía cinética, que lleva el vehículo para transformarla en calor liberado inútilmente al ambiente junto con materiales de desgaste de las componentes de frenado. Estos componentes están formados por metales pesados y aglomerantes que pueden ser tóxicos, tanto en la manipulación para la fabricación de esos componentes, durante el uso (en forma de polvo desprendido en las frenadas) como durante su vertido final o reciclado. Lamentablemente los híbridos también llevan frenos que usan este sistema.
La eficacia del híbrido eléctrico se nota sobre todo en el uso en ciudad; la energía es más limpia y el motor eléctrico que es más simple mecánicamente, tiene menor consumo de aceite lubricante y, dado que trabaja a bajas temperaturas por no haber combustión, puede ser mucho más duradero que un motor de combustión interna y con pocas piezas de desgaste, como pueden ser los rodamientos.
Por una parte, dispone del suplemento extra de potencia necesario que aporta el motor de combustión en situaciones como las anteriormente citadas. Por otra, no supone en absoluto ningún consumo extra de combustible. Al contrario, supone un ahorro, puesto que parte de la energía eléctrica es obtenida a base de recargar las baterías en frenadas o retenciones del vehículo o al descender pendientes, momentos en los que la energía cinética del vehículo se disiparía, transformaría en calor irrecuperable para ser más exactos, con frenos tradicionales. Además, posibilita emplear solamente la energía eléctrica en arrancadas tras detenciones prolongadas como, por ejemplo, los semáforos, o estacionamientos y mantener el motor térmico parado en estas situaciones en las que no es empleado, o se requiere de él una potencia mínima, sin comprometer la capacidad para retomar la marcha instantáneamente. Esto es posible porque tiene la capacidad de arrancar en pocas décimas de segundo el motor térmico en caso de necesidad.
Además de la eficiencia, la posibilidad de emplear exclusivamente el motor eléctrico durante un tiempo permite evitar la producción de humos en situaciones molestas como, por ejemplo, en garajes.
El principal problema al que se enfrenta la industria del automóvil para fabricar vehículos eficientes son las propias exigencias del consumidor. El bajísimo precio, en relación con otras fuentes de energía de los combustibles fósiles, gracias a que el petróleo es una fuente que la humanidad ha encontrado fácilmente disponible, no contribuye a concienciar a la población para un ahorro energético.
Sin embargo, no todo son ventajas actualmente. Los costes actuales de producción de baterías, su alto grado contaminante y el peso de las mismas, junto a la escasa capacidad de almacenamiento, limitan aún su empleo generalizado.
También hay que tener en cuenta el material de las baterías que, si son de plomo, son de gran impacto ambiental tanto la obtención de plomo metálico y la manipulación para la fabricación de las baterías, como la recuperación de los metales luego de agotado su ciclo de vida. En caso de ser de litio, posee un alto costo ya que la disponibilidad del metal es limitada, que también tiene cuestiones ligadas al cuidado del medio ambiente.

### El almacenamiento en las baterías

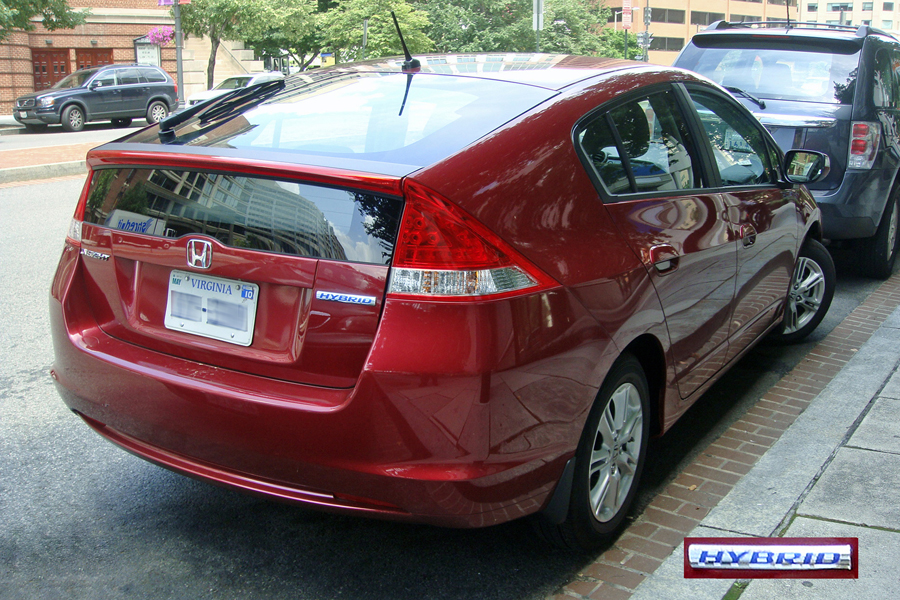
Honda Insight Hybrid de 2009 con emblema.

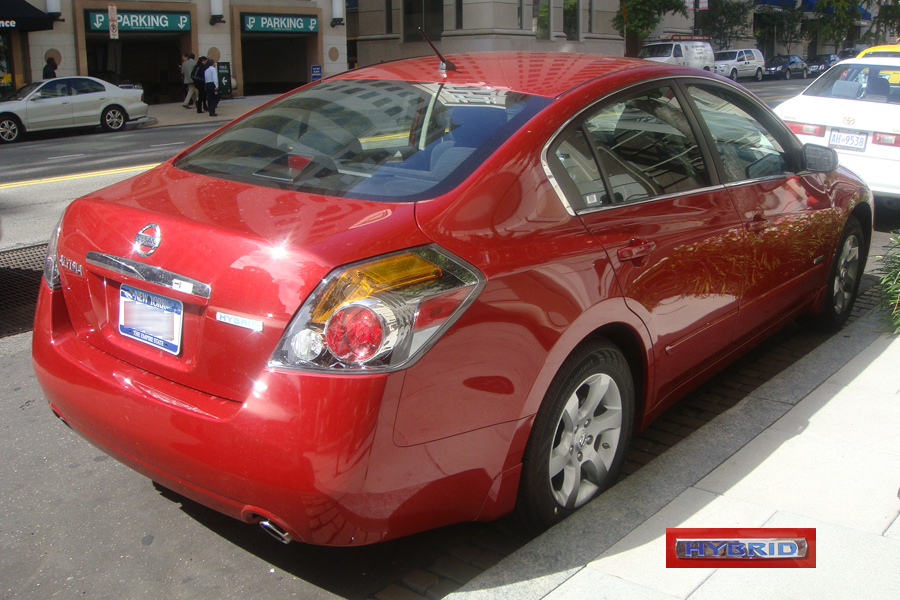
Nissan Altima Hybrid de 2009.

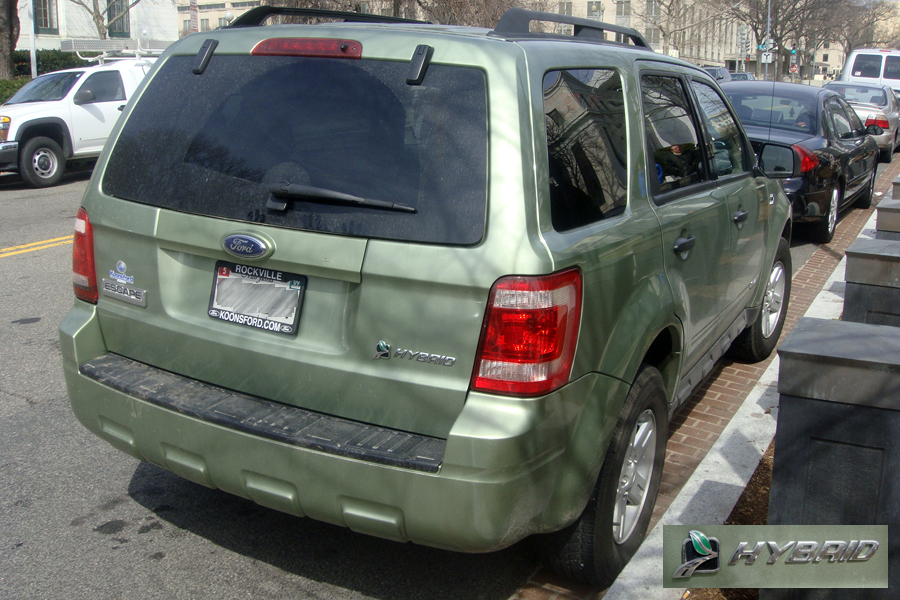
Ford Escape Hybrid de 2009 con logo.

La energía eléctrica es un recurso energético puente (no primario) que almacenado en baterías también se agota. El motor eléctrico, para sustituir al térmico, se considera actualmente un gran avance de economía sostenible. La contaminación en funcionamiento de este es muy baja en comparación con la de funcionamiento del motor de combustible fósil, ya que los cálculos publicados no tienen en cuenta el escaso aprovechamiento energético del recurso agotable primario que generó la electricidad. Actualmente el almacenamiento de la electricidad en baterías supone una barrera tecnológica importante para el uso de un motor eléctrico en automoción.
Los motores eléctricos han demostrado capacidades de sobra para impulsar otros tipos de máquinas, como trenes, máquinas estáticas y robots de fábricas, puesto que pueden conectarse sin problemas a líneas de corriente de alta potencia. Sin embargo, las capacidades de almacenamiento energético en un vehículo móvil, obligan a los diseñadores a usar una complicada cadena energética multidisciplinar, e híbrida, para sustituir a una sencilla y barata cadena energética clásica depósito-motor-ruedas. La electricidad, como moneda de cambio energética, facilita el uso de tecnologías muy diversas, ya que el motor eléctrico consume electricidad, independientemente de la fuente primaria empleada para generarla. Y esta fuente primaria es precisamente la que suele ser el mayor factor contaminante en la cadena energética de los vehículos híbridos y eléctricos.
Si bien el sobreprecio de un vehículo híbrido es teóricamente amortizable durante la vida de un automóvil, el consumidor raramente opta por realizar una fuerte inversión inicial en un vehículo de este tipo. Además de que ningún gobierno ve conveniente el cambio de los combustibles fósiles, tales como el gas, petróleo y sus derivados, por el "golpe" que este daría a la economía, debido a la carga impositiva fiscal actual sobre los combustibles. En cambio, en un futuro a medio plazo, en el que el precio del petróleo se dispare por su escasez y la única forma de suplir esta carencia sea aumentar la eficiencia y emplear biocombustibles de mayor coste de producción que el petróleo en la actualidad, el vehículo híbrido seguramente pase de considerarse un lujo solamente para ecologistas convencidos y pudientes, a una forma aceptable de transporte por carretera, pero si el precio del petróleo o los biocombustibles bajan, los consumidores continuarán usando estos combustibles.
Gracias al empleo de tecnología híbrida se pregonan reducciones de consumo de hasta el 80% en ciudad y 40% en carretera, en comparación con vehículos convencionales de similares prestaciones. Nótese que se habla únicamente del consumo de combustible fósil y el consumo eléctrico se considera cero. Respecto del gasto monetario comparativo no existen publicaciones y no olvidemos que la electricidad tiene un coste en euros muy superior a otras energías.
Las emisiones de dióxido de carbono tendrían un comportamiento paralelo salvo que se utilice energía nuclear, solar o eólica como fuente primaria.

## La sonoridad
Diversas asociaciones han alertado sobre el peligro que encierran los vehículos híbridos para los peatones, indica un informe del Ministerio de Transporte de Estados Unidos.[cita requerida] Les preocupa el hecho de que estos vehículos sean más silenciosos que los regulares, situación que dificulta a peatones y ciclistas escuchar los sonidos que normalmente les advierten sobre la presencia de un vehículo en una calle o una intersección. Dicho informe revela que en ciertas maniobras estos vehículos "tienen el doble de posibilidades que los convencionales de verse involucrados en accidentes con transeúntes". La Administración Nacional para la Seguridad Vial de Estados Unidos ha propuesto instalar en los vehículos híbridos y en los eléctricos emisores de sonido que funcionen cuando se desplacen a poca velocidad.

## Elementos
Elementos que pueden ser utilizados en la configuración de la cadena energética de un vehículo híbrido eléctrico y deben estar coordinados mediante un sistema electrónico-informático:
- Baterías de alta capacidad para almacenar energía eléctrica como para mover el vehículo.
- Pila de combustible, para conseguir almacenar energía eléctrica en forma de combustible y transformarla en el momento de su utilización. De esa forma se consiguen capacidades de almacenamiento energético similares o superiores a las del tanque de combustible fósil.
- Paneles fotovoltaicos como ayuda a la recarga de las baterías.
- Batería inercial que permite recuperar la energía desprendida en la frenada. Las baterías no se cargan bajo picos de energía cortos y muy altos, así que acelerar un volante de inercia y luego utilizar esa energía cinética para ir cargando lentamente dichas baterías se perfila como una buena opción.
- Supercondensadores para poder realizar la misma función que los volantes de inercia usando sólo tecnología eléctrica.
- Grupos electrógenos para, en caso de niveles muy bajos de batería, consumir combustible fósil en motores de pistones para generar electricidad.
- Grupos turbogen para, en caso de niveles muy bajos de batería, consumir combustible fósil en motores de turbina rotante para generar electricidad.

De esta forma utilizando una mezcla de tecnologías que apoyen al motor eléctrico se consigue un vehículo que pueda competir en prestaciones con la versión clásica.

## Tipos de vehículos
- Autobuses: fabricados por Carrocera Castrosua, principalmente el Tempus.[31][32]
- Coches: Toyota Prius, Toyota Prius c, Toyota Prius V, Toyota Yaris Hybrid, Honda Insight, Honda Civic Hybrid, Ford Escape Hybrid, Toyota Camry Hybrid, Toyota Highlander Hybrid, Honda Accord Hybrid, Mercury Milan/Ford Fusion Hybrid, Nissan Altima  Hybrid, Lexus RX 400h y 450h, Lexus IS 250h, Mercedes-Benz S400 BlueHybrid, Chevrolet Silverado/GMC Sierra Hybrid, Cadillac Escalade Hybrid, Chevrolet Malibu Hybrid, Chevrolet Tahoe Hybrid/GMC Yukon Hybrid.

| Vehículo | Año modelo | Economía de combustible en ciudad, según la EPA | Economía de combustible en carretera, según la EPA | Costo anual de combustible (1) | Huella de carbono (al año de CO2) | Calificación de contaminación del aire de la EPA(2) |
| --- | ---------- | ----------------------------------------------- | -------------------------------------------------- | ------------------------------ | --------------------------------- | --------------------------------------------------- |
| Toyota Prius 3.ª generación                                                                                    | 2010       | 51 mpgAm (4,6 L/100 km; 21,7 km/L)              | 48 mpgAm (4,9 L/100 km; 20,4 km/L)                 | US$732                         | 3,7 t (8157 libras)               | n/a                                                 |
| Toyota Prius 2.ª generación                                                                                    | 2009       | 48 mpgAm (4,9 L/100 km; 20,4 km/L)              | 45 mpgAm (5,2 L/100 km; 19,1 km/L)                 | US$794                         | 4 t (8818 libras)                 | 8                                                   |
| Ford Fusion Hybrid                                                                                             | 2010       | 41 mpgAm (5,7 L/100 km; 17,4 km/L)              | 36 mpgAm (6,5 L/100 km; 15,3 km/L)                 | US$937                         | 4,7 t (10 362 libras)             | n/a                                                 |
| Honda Civic Hybrid                                                                                             | 2009       | 40 mpgAm (5,9 L/100 km; 17,0 km/L)              | 45 mpgAm (5,2 L/100 km; 19,1 km/L)                 | US$871                         | 4,4 t (9700 libras)               | 9                                                   |
| Honda Insight                                                                                                  | 2010       | 40 mpgAm (5,9 L/100 km; 17,0 km/L)              | 43 mpgAm (5,5 L/100 km; 18,3 km/L)                 | US$893                         | 4,5 t (9921 libras)               | n/a                                                 |
| Nissan Altima Hybrid                                                                                           | 2009       | 35 mpgAm (6,7 L/100 km; 14,9 km/L)              | 33 mpgAm (7,1 L/100 km; 14,0 km/L)                 | US$1076                        | 5,4 t (11 905 libras)             | n/a                                                 |
| Ford Escape Hybrid(3) 2WD                                                                                      | 2009       | 34 mpgAm (6,9 L/100 km; 14,5 km/L)              | 31 mpgAm (7,6 L/100 km; 13,2 km/L)                 | US$1146                        | 5,7 t (12 566 libras)             | 8                                                   |
| Toyota Camry Hybrid                                                                                            | 2009       | 33 mpgAm (7,1 L/100 km; 14,0 km/L)              | 34 mpgAm (6,9 L/100 km; 14,5 km/L)                 | US$1076                        | 5,4 t (11 905 libras)             | 8                                                   |
| Saturn Vue Hybrid                                                                                              | 2009       | 27 mpgAm (8,7 L/100 km; 11,5 km/L)              | 30 mpgAm (7,8 L/100 km; 12,8 km/L)                 | US$1307                        | 6,6 t (14 551 libras)             | n/a                                                 |
| Toyota Highlander Hybrid                                                                                       | 2009       | 27 mpgAm (8,7 L/100 km; 11,5 km/L)              | 25 mpgAm (9,4 L/100 km; 10,6 km/L)                 | US$1409                        | 7,1 t (15 653 libras)             | 8                                                   |
| Chevrolet Malibu Hybrid                                                                                        | 2009       | 26 mpgAm (9 L/100 km; 11,1 km/L)                | 34 mpgAm (6,9 L/100 km; 14,5 km/L)                 | US$1263                        | 6,3 t (13 889 libras)             | 6                                                   |
| Lexus GS Hybrid 450h                                                                                           | 2009       | 22 mpgAm (10,7 L/100 km; 9,4 km/L)              | 25 mpgAm (9,4 L/100 km; 10,6 km/L)                 | US$1736                        | 8 t (17 637 libras)               | n/a                                                 |
| Chevrolet Silverado Hybrid(4) 2WD                                                                              | 2009       | 21 mpgAm (11,2 L/100 km; 8,9 km/L)              | 22 mpgAm (10,7 L/100 km; 9,4 km/L)                 | US$1742                        | 8,7 t (19 180 libras)             | 6                                                   |
| Dodge Durango HEV                                                                                              | 2009       | 20 mpgAm (11,8 L/100 km; 8,5 km/L)              | 22 mpgAm (10,7 L/100 km; 9,4 km/L)                 | US$1742                        | 8,7 t (19 180 libras)             | n/a                                                 |
| Cadillac Escalade Hybrid 2WD                                                                                   | 2009       | 20 mpgAm (11,8 L/100 km; 8,5 km/L)              | 21 mpgAm (11,2 L/100 km; 8,9 km/L)                 | US$1830                        | 9,2 t (20 283 libras)             | 6                                                   |
| Chevrolet Tahoe Hybrid 4WD                                                                                     | 2009       | 20 mpgAm (11,8 L/100 km; 8,5 km/L)              | 20 mpgAm (11,8 L/100 km; 8,5 km/L)                 | US$1830                        | 9,2 t (20 283 libras)             | 6                                                   |
| Fuente: Departamento de Energía de los Estados Unidos y Agencia de Protección Ambiental de los Estados Unidos. |            |                                                 |                                                    |                                |                                   |                                                     |

## Desventajas
- El elevado precio de adquisición.
- Toxicidad de las baterías que requieren los motores eléctricos.
- Utilización importante de materias escasas, como el neodimio y lantano en el caso del Prius.[34]
- Mayor peso que un coche convencional. Hay que sumar el motor eléctrico y, sobre todo, las baterías y por ello un incremento en la energía necesaria para desplazarlo.
- Más complejidad, lo que dificulta las revisiones y reparaciones del mismo.
- Cuando usan el motor de combustión contaminan igual que cualquier otro.
- Las baterías, extremadamente caras, tienen una vida útil muy inferior a la del vehículo.
- El uso de energía eléctrica para el transporte, aumentaría mucho su demanda y dispararía el precio del kWh perjudicando la economía doméstica de todos y, especialmente, los más desfavorecidos que no podrían atender necesidades más básicas en el hogar.

## Ventajas
- Mayor eficiencia en el consumo de combustible en ciudad.
- Usando el motor eléctrico: reducción de las emisiones contaminantes.
- Usando el motor eléctrico: Menos ruido que un motor térmico.
- Usando el motor eléctrico: Mayor par motor y más elasticidad que un motor convencional.
- Respuesta más inmediata.
- Recuperación de energía en desaceleraciones, en caso de utilizar freno regenerativo.
- Mayor autonomía que un eléctrico simple.
- Usando el motor eléctrico: Mayor suavidad y facilidad de uso.
- Recarga más rápida que un eléctrico, lo que se tarde en llenar el tanque de combustible.
- Mejor funcionamiento en recorridos cortos y urbanos.
- En recorridos cortos, puede funcionar sin usar el motor térmico, reduciendo el consumo fósil.
- El motor térmico tiene una potencia más ajustada al uso habitual. No se necesita un motor más potente del necesario por si hace falta esa potencia en algunos momentos, porque el motor eléctrico suple la potencia extra requerida.
- Instalación eléctrica más potente y versátil. Es muy difícil que se quede sin batería por dejarse algo encendido. La potencia eléctrica extra también sirve para usar algunos equipamientos, como el aire acondicionado, con el motor térmico parado.
- Descuento en el seguro, por su menor grado de siniestralidad.
- En algunos países como México,[35] adquirir un automóvil híbrido trae consigo beneficios fiscales, tales como la deducibilidad en el Impuesto sobre la renta y tasa 0% en el Impuesto de la tenencia o uso de vehículos.

Muchos sistemas híbridos eléctricos permiten recoger y reutilizar la energía cinética, que se escapa en forma de calor al frenar, gracias al uso del freno regenerativo, aunque actualmente este sistema también se utiliza en algunos vehículos no híbridos de alta gama.
La combinación de un motor de combustión operando siempre a su máxima eficiencia y la recuperación de energía del frenado, útil especialmente en los tramos cortos, hace que estos vehículos alcancen un mejor rendimiento que algunos vehículos convencionales, especialmente en ciudades muy transitadas, donde se concentra la mayor parte del tráfico, de forma que se reducen significativamente tanto el consumo de combustible como las emisiones contaminantes. Los vehículos eléctricos tradicionales se recargan desde una fuente externa, lo que les ocasiona problemas de autonomía de funcionamiento por ausencia de puntos de recarga. Sin embargo, los vehículos híbridos eléctricos obtienen la energía del motor de combustión y con la recuperación de energía durante el frenado. Esto les da similar autonomía que los de combustión interna a costa de algo de perdida de rendimiento frente a ellos por la continua conversión de energía de un formato a otro y las pérdidas por almacenamiento en la batería.

## Incentivos

### España
El Plan Integral de Automoción compuesto por el Plan de Competitividad, dotado con 800 000 000 €, el Plan PIVE II y la apuesta por el vehículo híbrido eléctrico, con el objetivo de que en 2014 circulen por las carreteras españolas 1 000 000 coches eléctricos. Para ello, se propone poner en marcha un programa piloto denominado Proyecto Movele, consistente en la introducción en 2009 y 2010 y, dentro de entornos urbanos, de 2,000 vehículos eléctricos que sustituyan a coches de gasolina y diésel.
Asimismo, el Proyecto Electrobús financia la adquisición de autobuses híbridos eléctricos. Existe un modelo híbrido enchufable fabricado en España denominado Castrosua Tempus, financiado por dicho Proyecto.

## Ventas

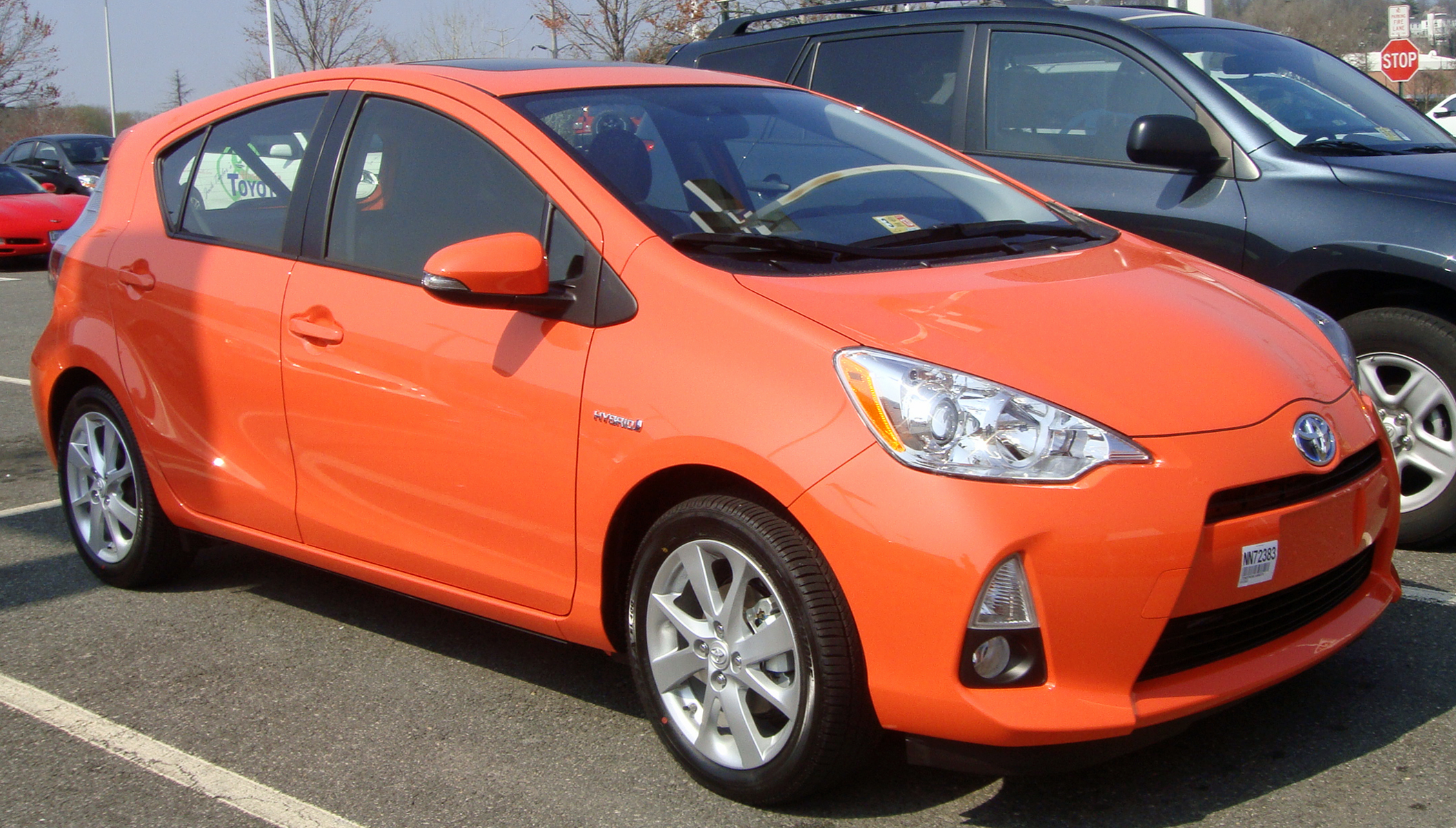
Toyota Prius c de 2012.

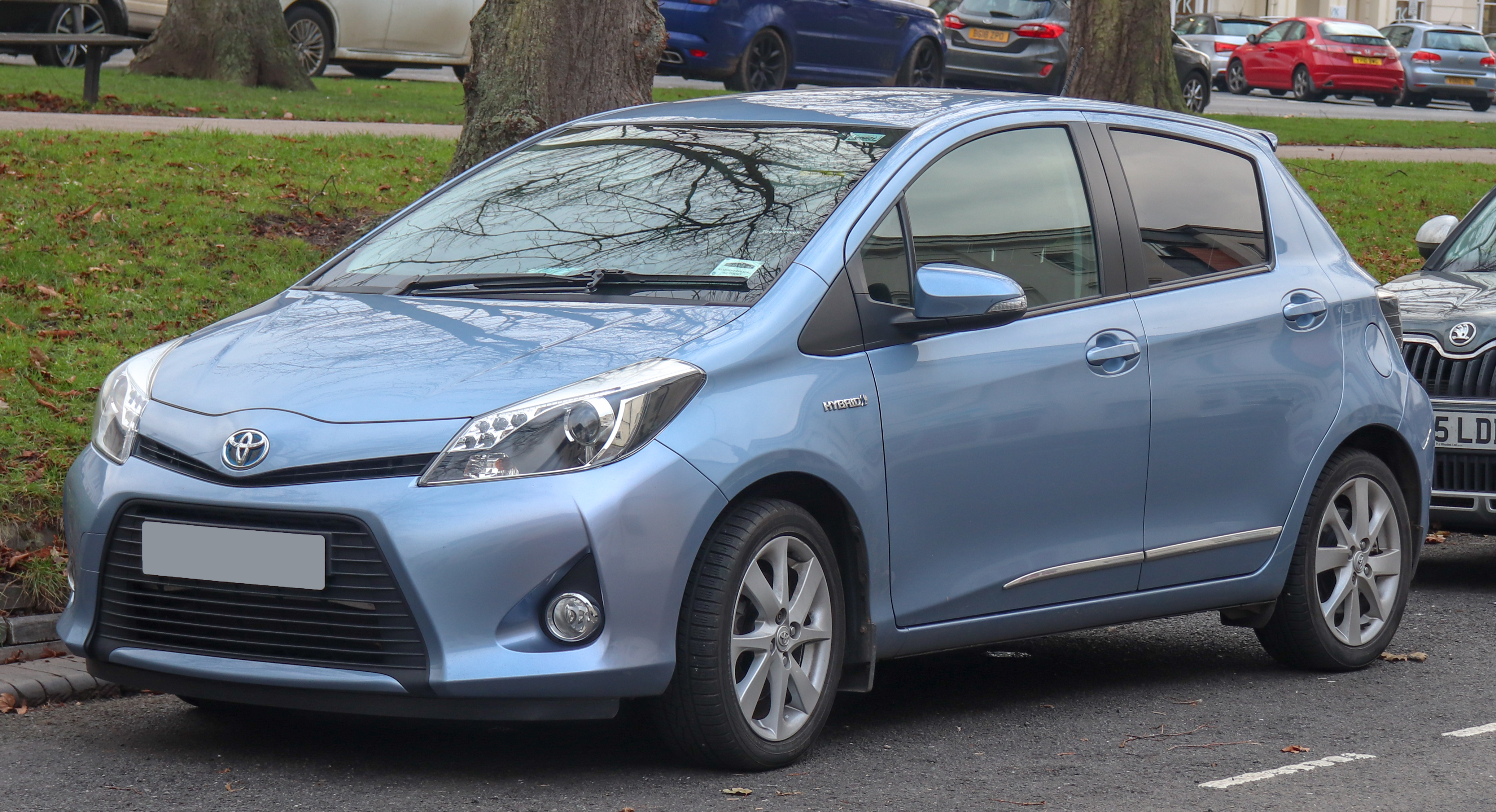
Toyota Yaris T Spirit Hybrid CVT 1.5 de 2013.

En España, en 2012 el Toyota Prius fue el más vendido entre los híbridos, con 3,738 matriculaciones. Del total, 76 unidades correspondieron al Prius +, la versión monovolumen y ocho al Toyota Prius Plug-in, la variante enchufable.
El segundo puesto correspondió al Toyota Auris HSD, seguido del Toyota Yaris Hybrid con 95 (888) y los Lexus CT 200h, el vehículo todoterreno Lexus RX 450h y el sedán Lexus GS 450h con 20 (114). A continuación, se han situado los híbridos turbodiésel, tales como: el Peugeot 508 Hybrid 4, el Mercedes-Benz E300 y el DS5 Hybrid 4. Tras ellos, están los Honda Jazz Hybrid, Audi Q5 Hybrid, Honda Insight, Peugeot 3008 Hybrid 4 y el Opel Ampera. A más distancia: BMW Serie 3 Active Hybrid, Infiniti M35h, Audi A6 Hybrid, Audi A8 Hybrid, BMW Serie 5 Active Hybrid, BMW 750 Active Hybrid, BYD F3DM, Chevrolet Volt, Honda CR-Z, Lexus LS 600h, Mercedes-Benz S400 Hybrid, Porsche 918 Spyder, Porsche Panamera Hybrid y Volkswagen Touareg Hybrid.
El progreso en las ventas de los vehículos híbridos ha sido continuado en los siguientes años. En España, en los primeros ocho meses de 2018, ya se habían vendido un 45% más de unidades de este tipo con respecto al mismo período del año anterior. Esto se explica por el creciente interés de los usuarios y por la cada vez mayor oferta de las marcas de automóviles en el sector de híbridos y eléctricos. En este sentido, marcas como Volvo Cars anunciaron que a partir de 2019 todos sus vehículos que salgan al mercado tienen un motor eléctrico. Otras marcas como Toyota han consolidado su liderazgo en el sector de ventas de coches híbridos situándose en las primeras posiciones.